# Sophie Vercruyssen
Sophie Vercruyssen (* 22. Februar 1992) ist eine belgische Bobsportlerin und Olympiateilnehmerin.

## Sportliche Laufbahn
Vercruyssen ist als Anschieberin im Zweierbob im Bobsport tätig. Bei der Europameisterschaft wurde sie gemeinsam mit Elfje Willemsen Vierte und bei der Weltmeisterschaft mit Elfje Willemsen Siebte. Im ersten Saisonrennen des Weltcups 2015/16 wurde sie hinter Kaillie Humphries und Melissa Lotholz gemeinsam mit Willemsen Zweite, was ihnen beim dritten Rennen in Königssee ein weiteres Mal gelang. Im Februar 2016 gewann sie mit Willemsen Silber bei der Europameisterschaft in St. Moritz, was die erste belgische EM-Medaille im Bobsport darstellte. Sie ist Teilnehmerin der Olympischen Winterspiele 2018.

## Privates
Seit 2013 ist Lore Simons die Lebenspartnerin von Vercruyssen.